# Slensaner
Slensaner eller Ślężanere (også Slenzaner tjekkisk Silingové, polsk Ślężanie) var en slavisk (vestslaver) stamme.
Efter år 500 bosatte de området i det centrale Schlesien sammen med andre slaviske stammer som Golensizenere, Opolanere, Dadosesani , Trebowans og Boborans, efter at germanske stammer som Silingerne og andre vandalske folk samt Lugierne var flyttet mod vest i folkevandringstiden.
Slensanen boede omkring Zobtenberg, som var hellig for dem, og langs floden Ślęza i Wrocław-området.

## Skriftlige omtaler
Den omtales første gang skriftligt i 2. halvdel af det 9. århundrede århundrede i anden del af den bayerske geograf som betegnede Sleenzaner som en stamme med 15 (XV) bosættelser.
I Prags stifts grænsebeskrivelse af kejser Henrik 4. for stiftet Prag fra 1086 optræder stammen som Zlasane.

## Politiske tilhørsforhold
Fra 880 (eller tidligere) var Slensanerne under Stormährens suverænitet, og fra 906 og fremefter under Bøhmen.
Mellem 1000 og 1034 kom de under Bolesław Chrobrys styre af Polen.
Med pinsefreden i Glatz i 1137 blev der etableret en permanent grænse mellem Schlesien, Bøhmen og Mähren.

## Hertugdømmet Schlesien
Efter fragmenteringen af det polske rige i 1163 opstod det uafhængige hertugdømme Schlesien. Den forfatningsmæssige forbindelse til Polen udløb med den polske seniorhertug Mieszko 3.s død i 1202, fordi anciennitetsprincippet, der havde været gældende for Polen som helhed siden 1138, blev opgivet.Som et resultat opnåede Schlesien ikke kun dynastisk uafhængighed, men også politisk uafhængighed.</br> Det førte til, at underfyrstendømmerne i det oprindelige hertugdømme Schlesien og senere hertugdømmet Opole, som blev skabt gennem arvedelinger, overdrog deres territorier til kronen af Bøhmen som et len fra 1289 og fremefter. Den politiske bekræftelse af disse begivenheder kom i 1335 med Trenčín-traktaten.
Allerede fra det 11. århundrede blandede Slensanerne sig i stigende grad med de andre vestslaviske stammer og blev derefter optaget i det nye regionale samfund i Schlesien.